# 법정로
법정로(Beopjeong-ro)는 경상남도 함안군 법수면 와 의령군 유곡면 신촌삼거리를 잇는 경상남도의 도로이다.

## 주요 경유지
경상남도
- 함안군 (법수면)

## 노선
| 이름         | 접속 노선                  | 소재지 | 소재지 | 비고                           |
| ------------ | -------------------------- | ------ | ------ | ------------------------------ |
| (이름없음)   | 법수로                     | 함안군 | 법수면 | 국가지원지방도 제67호선과 중복 |
| 독산삼거리   | 대법로                     | 함안군 | 법수면 | 국가지원지방도 제67호선과 중복 |
| 삼태삼거리   | 어유길                     | 함안군 | 법수면 | 국가지원지방도 제67호선과 중복 |
| 백곡교       |                            | 함안군 | 법수면 | 국가지원지방도 제67호선과 중복 |
|              | 정곡면                     | 함안군 |        | 국가지원지방도 제67호선과 중복 |
| (백곡교북단) | 강변로                     | 함안군 |        | 국가지원지방도 제67호선과 중복 |
| (이름없음)   | 성황로                     | 함안군 |        | 국가지원지방도 제67호선과 중복 |
| 월현천로     |                            | 함안군 |        | 국가지원지방도 제67호선과 중복 |
| 중교사거리   | 국도 제20호선 (의합대로)   | 함안군 |        | 국가지원지방도 제67호선과 중복 |
| 중교         |                            | 함안군 |        |                                |
| 신촌삼거리   | 지방도 제1041호선 (청정로) | 의령군 | 유곡면 |                                |

## 주요 건물 및 시설
- 농협 가야농협 석무지점 (법정로 25/윤외리 177-4)
- S-OIL 강변주유소 (법정로 224/주물리 253-2)
- 정곡파출소 (법정로 930/중교리 416-5)